# Platonska ljubav
Platonska ljubav je izraz koji se rabi za aseksualni odnos ljubavi ili privrženosti prema nekoj osobi na duhovnoj razini.
Primjer platonskog odnosa je duboko prijateljstvo prema nekoj osobi koje je potpuno lišeno seksualnih žudnji.
Takvo tumačenje platonske ljubavi se temelji na pogrešnom tumačenju platonskog ideala ljubavi, koja je u svom originalnom obliku bila krjeposna ali strastvena ljubavu, temeljena ne na nedostatku žudnje nego na duhovnoj pretvorbi seksualnog nagona koji je otvarao vrata za suptilnije užitke od seksa. U svojojem prvotvornom obliku, ova vrsta ljubavi je ljubavnike trebala približiti mudrosti u platonskom obliku Ljepote. Iscrpno je obrađena u Platonovom Fedru i Simpoziju. U Fedru je opisana kao oblik božanske ludosti koja je dobivena na dar od bogova, a njeno pravilno izražavanje se nagrađuje od bogova u zagrobnom životu; u Simpoziju je metoda kojom ljubav čovjeka dovodi do oblika ljepote i mudrosti.